# Эль-Эден (аэропорт)
Международный аэропорт Эль-Эден (исп. Aeropuerto Internacional El Edén) — международный аэропорт, обслуживающий город Армения, столицу департамента Киндио в Колумбии. Аэропорт находится в 13 километрах к юго-западу от Армении, недалеко от города Ла-Тебайда. Он обслуживает внутренние рейсы в Боготу и Медельин, а также международные рейсы в Форт-Лодердейл, штат Флорида.

## Обзор
После землетрясения в Армении 25 января 1999 года, терминал пришлось перестраивать после того, как в результате сильной сейсмической активности большая часть здания обрушилась. В 2008—2009 годах взлетно-посадочная полоса аэропорта была удлинена, высота диспетчерской вышки увеличена, а здание терминала частично модернизировано и включает в себя новый международный выход и иммиграционную зону. В настоящее время аэропорт способен принимать такие самолёты, как: Boeing 737 и 727, Airbus A319 и A320, McDonnell Douglas MD-80 и Fokker 100.
В новом терминале есть один фуд-корт, три внутренних выхода, один международный выход и две парковки.
Первый международный рейс, приземлившийся в международном аэропорту Эль-Эден, был выполнен авиакомпанией Spirit Airlines 13 ноября 2009 года из Форт-Лодердейла, США. По состоянию на май 2019 года авиакомпания Spirit Airlines выполняет рейсы 3 раза в неделю по понедельникам, средам и пятницам из международного аэропорта Эль-Эден в «Международный аэропорт Форт-Лодердейл/Холливуд».
Взлетно-посадочная полоса 02 имеет зону за смещённым порогом длиной 180 метров (590 футов). Приводной радиомаяк города Армении (Идентификатор: AXM) и VOR-DME. (Ident: AXM) расположены на поле.

## Авиакомпании и направления
Следующие авиакомпании выполняют регулярные регулярные и чартерные рейсы: